# Elmar Michel

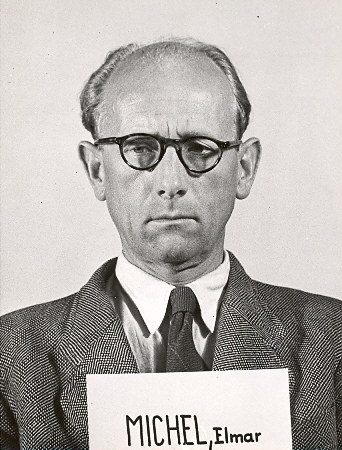
Elmar Michel als Zeuge während der Nürnberger Prozesse (um 1947).

Elmar Michel (* 16. Juni 1897 in Waiblingen; † 24. Juni 1977 in Stuttgart) war ein deutscher Staatsbeamter. Als Chef der Verwaltungsabteilung der deutschen Militärverwaltung in Frankreich trug er Mitverantwortung an der „Entjudung“ der französischen Wirtschaft im Zweiten Weltkrieg. Er war ein Mitwisser und Unterstützer des Aufstandes gegen Hitler am 20. Juli 1944 in Paris.

## Leben
Nach dem Besuch des humanistischen Karlsgymnasiums in Stuttgart und der Teilnahme am Ersten Weltkrieg studierte Michel von 1915 bis 1920 Rechtswissenschaft und Volkswirtschaft an den Universitäten Tübingen und Berlin. Seit 1915 war er Mitglied der Studentenverbindung Landsmannschaft Ghibellinia Tübingen. 1921 promovierte er in Tübingen mit einer von Johann Heinrich Pohl betreuten Dissertation zum Doktor der Rechte. Sein zweites juristisches Staatsexamen legte er 1923 ab.
1925 trat Michel ins Reichswirtschaftsministerium ein und war in den folgenden zwanzig Jahren in diesem bzw. seiner Nachfolgebehörde, dem vereinigten Reichs- und Preußischen Wirtschaftsministerium, als Referent und Abteilungsleiter tätig. Michel konnte seine Laufbahn nach 1933 ohne Schwierigkeiten fortsetzen und wurde in den 30er Jahren bis zum Ministerialdirektor befördert. Er war Kommentator und Mitinitiator des Reichsrabattgesetzes (RabG) vom 25. November 1933, das nach seinen Worten zusammen mit dem Gesetz zum Schutz des nationalen Einzelhandels vom 12. Mai 1933 eine »Läuterung des Wettbewerbs« bewirken sowie „Entartungen“ des Handels bekämpfen sollte. Ab 1933 wurde Michel Mitglied in nationalsozialistischen Verbänden (NS-Rechtswahrerbund, Reichsbund der deutschen Beamten) und Reichsluftschutzbund. Am 27. November 1939 beantragte er die Aufnahme in die NSDAP und wurde zum 1. Januar 1940 aufgenommen (Mitgliedsnummer 7.384.078).

### Leiter der Wirtschaftsabteilung beim Militärbefehlshaber in Frankreich
Vom 13. Juli 1940 bis August 1942 amtierte Michel als Chef der Wirtschaftsabteilung der deutschen Militärverwaltung für das besetzte Frankreich in Paris. Sein Stellvertreter und Leiter der Unterabteilung WI „Allgemeine Angelegenheiten der Wirtschaftsabteilungen (Rechtsangelegenheiten), Entjudung, Feindvermögen, Presse, Statistik“ war Walter Sußdorf. In dessen Arbeitsbereich war Kurt Blanke als Referent „Entjudung“ für die Durchsetzung verantwortlich. Blanke „traf ....seine Entscheidungen weitgehend selbständig“. Michel ordnete im Februar 1942 an, nicht mehr alle Angelegenheiten und jüdische Firmen zu bearbeiten, sondern nur noch Stichproben zu machen. „Ab diesem Zeitpunkt [gab es] offenbar kaum noch deutsche Interventionen, die Liquidation dieser Betriebe lag vollständig in französischer Hand“. Die Ansicht des Freiburger Historikers Ulrich Herbert, nach dem Weggang von Werner Best im Juni 1942 sei die Entrechtung der Juden „auch im Wirtschaftsstab unter Michel“ bereitwillig unterstützt worden, trifft somit wohl nicht zu. Im August 1942 übernahm Michel die Leitung der Verwaltungsabteilung insgesamt und damit die zivile Gesamtverwaltung beim deutschen Militärbefehlshaber Frankreich.
Im August 1944 verfügte Michel die Verlagerung der Aktenbestände der Gruppe „Kunstschutz“ der Pariser Militärverwaltung aus dem Protektorat Böhmen und Mähren, wo sie bis dahin gesichert waren, nach Potsdam. Die dadurch bewahrten Bestände dienten dem Mitarbeiter Michels, Walter Bargatzky, für die Erstellung des „Bargatzky-Reports“ über den Kunstraub in Frankreich durch den Einsatzstab Reichsleiter Rosenberg.

### 20. Juli 1944 in Paris
Elmar Michel wurde von Caesar von Hofacker „im Juni 1944 in grossen Zügen, kurz vor dem 20. Juli 1944 in allen Plänen und Zusammenhängen [des bevorstehenden Attentats] unterrichtet“. Hofacker hatte ihn in seiner Wohnung in der Avenue Bugeaud aufgesucht. Die „militärisch Lage [sei] hoffnungslos, die politische Lage verfahren. Der Krieg sei verloren. Es gelte nunmehr, rücksichtslos die Folgerungen aus diesen bitteren, aber eindeutig gegebenen Tatsachen zu ziehen.....[Es] müssten unverzüglich mit den westlichen Gegnern Waffenstillstandsverhandlungen eingeleitet werden, auch wenn der Gegner auf bedingungsloser Kapitulation bestehe. ... Hofacker richtete anschließend an mich die Frage, ob ich bereit sei, mitzumachen. Ich habe ohne Zögern zugesagt...“. Am 17. Juli war Hofacker erneut in Elmars Wohnung und berichtete ihm von seiner Besprechung in Berlin vom Vortag mit seinem Vetter Claus Schenk Graf von Stauffenberg, Albrecht Mertz von Quirnheim, Peter Yorck von Wartenburg, Adam von Trott zu Solz, Fritz-Dietlof von der Schulenburg, Ulrich Wilhelm Graf Schwerin von Schwanenfeld und Carl Goerdeler.
Am 20. Juli war Michel mit Caesar von Hofacker und dem Chef des militärischen Stabes des Militärbefehlshabers, Oberst Hans Otfried von Linstow, zugegen, als der Militärbefehlshaber, General Carl-Heinrich von Stülpnagel, den Befehl zur Verhaftung von SiPo-SD und SS von Paris gab. Um 3.00 Uhr des 21. Juli 1944 hatte von Hofacker Elmar Michel über den tragischen Verlauf des Vortages informiert („es ist alles im Eimer“) und ihn damit gewarnt. Am Abend des 21. Juli nahm er an einer Zusammenkunft in der Wohnung von Ernst Röchling teil, in der der schwer belastete von Hofacker Zuflucht gefunden hatte. Außer Röchling waren noch Friedrich von Teuchert (1902–1986) und Gotthard von Falkenhausen anwesend. Es wurde beschlossen, dass Michel einen Fahrbefehl nach Berlin ausstellen solle. Mit diesem sollte es Hofacker möglich sein, in Deutschland unterzutauchen. Am Nachmittag des 23. Juli nahm Hofacker den Fahrbefehl von Michel entgegen. Elmar Michel war somit nicht nur Mitwisser des versuchten Staatsputsches, sondern auch Unterstützer. Das Schweigen der vom Volksgerichtshof zum Tode verurteilten von Stülpnagel, von Hofacker, von Linstow und Eberhard Finckh, aber auch der Verhafteten von Linstow, von Teuchert und von Falkenhausen rettete ihm das Leben.

### Nach dem Krieg
Nach Kriegsende wurde Michel von den Alliierten interniert und sagte bei den Nürnberger Prozessen als Zeuge aus. Im Prozess gegen die Hauptkriegsverbrecher 1946/47 wurde verschiedentlich aus von ihm abgezeichneten Schriftstücken und von ihm verfassten Zeitungsartikeln, u. a. im Zusammenhang mit der Rekrutierung von Fremdarbeitern, zitiert. Im Jahr 1948 wurde er entlassen und danach als „Entlasteter“ entnazifiziert, wurde allerdings 1949 vom US-amerikanischen CIC erneut verhaftet und gemäß den Londoner Statut an Frankreich ausgeliefert, wo ihm der Prozess wegen der wirtschaftlichen Ausplünderung Frankreichs gemacht werden sollte. Der Botschafter Otto Abetz war dort 1949 verurteilt worden, aber die Anklagevorbereitung in Frankreich zog sich hin, so dass Michel vorläufig in die Bundesrepublik zurückreisen durfte. Als der Prozessbeginn für März 1954 festgelegt wurde, intervenierten Michels ehemalige Untergebene in Frankreich, die nun Positionen in der Bonner Ministerialbürokratie besetzten, darunter Walter Bargatzky, beim Justizminister Thomas Dehler, beim Bundeskanzler Konrad Adenauer und dessen Staatssekretär Hans Globke, weil nunmehr auch andere Verbrechen aus der Besatzungszeit aufgerollt zu werden drohten. Wie Globke gilt Michel als Prototyp der Kontinuität von Beamten in Politik und Wirtschaft der Nachkriegszeit. Auch die französischen ehemaligen Bürokraten der Vichy-Regierung hatten kein Interesse daran, ihre Kollaboration mit dem nationalsozialistischen Deutschland aufzudecken. Als der Prozess auf Betreiben des französischen Innenministers Jules Moch (1893–1985) trotzdem stattfand, wurde der französische Militärstaatsanwalt vom französischen Verteidigungsministerium angewiesen, die Anklage fallen zu lassen, und der deutschen Botschaft wurde mitgeteilt, dass ein Erscheinen Michels im Prozess nicht erforderlich sei. Das Abwesenheitsverfahren endete folglich am 10. November 1954 mit einem Freispruch.
Von der Adenauer-Regierung erhielt Michel sofort danach den bereits angekündigten Posten eines Ministerialdirektors im Bundeswirtschaftsministerium, in dem er bis 1955 die Abteilung II (Wirtschaftsförderung, Handwerk, Handel, Gewerbe, Technik) leitete. Am 1. Februar 1956 wurde er Vorstandsvorsitzender und später Aufsichtsratsvorsitzender der Salamanderwerke in Stuttgart, der damals größten Schuhfabrik Westeuropas. Hermann Reiff zufolge galt er damit damals „als eine der bedeutendsten Persönlichkeiten der bundesdeutschen Wirtschaft“. Daneben war Michel Vorstandsmitglied der Bundesarbeitsgemeinschaft der Mittel- und Großbetriebe des Einzelhandels, Aufsichtsratsvorsitzender der Sartorius Werke in Göttingen sowie Vorsitzender des Arbeitskreises für verteidigungswirtschaftliche Fragen des Deutschen Industrie- und Handelstages. Ferner war er Vorsitzender des Markenverbandes, dessen Ehrenvorsitzender er 1972 wurde, und Ehrenmitglied des Instituts der Wirtschaftsprüfer und Arbeitsgemeinschaft der Wirtschaftsprüfer und der Außenhandelsvereinigung des Deutschen Einzelhandels.
1967 trat Michel noch einmal öffentlich hervor als Leiter einer vom Bundestag eingesetzten und nach ihm benannten „Kommission zur Untersuchung der Wettbewerbsgleichheit von Presse, Funk/Fernsehen und Film“. Diese befasste sich mit der Frage der rundfunkpolitischen Entwicklung der Bundesrepublik und prüfte insbesondere die Frage einer Freigabe des Rundfunkmarktes für private Sender.
Michel war seit 1946 mit Wanda Fitzner verheiratet, mit der er eine Tochter hatte. Aus seiner ersten Ehe hatte er bereits eine Tochter und einen Sohn.

## Schriften
- Die behördliche Nachprüfung der Rechtmässigkeit und Verbindlichkeit von Gesetzen und Verordnungen. Im Lichte des neuen Reichsstaatsrechts, 1921.
- Das Gaststättengesetz vom 28. April 1930 in der Fassung der Gesetze vom 3. Juli 1934, 9. Oktober 1934 und 27. September 1938 und der wichtigsten reichs- und landesrechtlichen Ausführungs- und Nebenbestimmgn, Berlin 1938. (zuerst 1930; als Michel-Kienzle 2003 in der 14. Auflage)
- Einzelhandel und Einzelhandelsschutz, einschließlich Gaststättengewerbe, Hamburg 1937.
- Das Rabattgesetz [Gesetz über Preisnachlässe] vom 25. November 1933 nebst Durchführungsverordnung vom 21. Februar 1934 und Nebengesetzen, München 1934.
- Allgemeine Grundsätze der Kostenrechnung nach dem Erlaß des Reichswirtschaftsministeriums und des Ministerpräsidenten General Feldmarschalls Göring vom 16. Januar 1939, Berlin 1939.
- Bericht der Kommission zur Untersuchung der rundfunkpolitischen Entwicklung im südwestdeutschen Raum (Baden-Württemberg, Rheinland-Pfalz, Saarland), Kornwestheim 1970.